# Middelhagen (Sundhagen)
Middelhagen ist ein Ortsteil der Gemeinde Sundhagen im Landkreis Vorpommern-Rügen.

Middelhagen zwischen 1880 und 1920

## Geografie und Verkehr
Middelhagen liegt 18 Kilometer nordöstlich der Stadt Grimmen, 9,5 Kilometer südlich von Stralsund und 22 Kilometer nordwestlich von Greifswald. Westlich verläuft die ehemalige Bundesstraße 96, die jetzige Bundesstraße 105, daneben die vierstreifig ausgebaute Autostraße B 96. Weiter westlich des Ortes verläuft seit 1863 die Bahnstrecke Greifswald–Stralsund.
Im östlich des Ortes verlaufenden Bachtal wurde Torf abgebaut.

## Geschichte
Middelhagen wurde nicht in den pommerschen Urkundenbüchern bis Mitte des 14. Jahrhunderts aufgeführt. Auch die schwedischen Matrikelkarten von 1696 kennen den Ort nicht, obwohl an seiner Stelle Gebäude dargestellt sind, aber sie werden als Teil (Abbaue) von Brandshagen angesehen.
Erst im preußischen Urmesstischblatt (PUM) von 1835 taucht der Ortsname auf. Dort ist ein Gehöft und ein kleiner Wohnplatz aufgezeichnet.
1871 hatte Middelhagen 6 Wohnhäuser mit 12 Haushaltungen und 70 Einwohner, 1867 waren es nur 69. Alle waren Mitglied der evangelischen Konfession.
Das Messtischblatt (MTB) von 1880 zeigt ein großes Gut mit östlichem Park und ein kleines Wohngebiet südlich des Gutes. Bis nach 1920 ändert sich nichts.
Selbst nach dem Zweiten Weltkrieg und der Bodenreform in der SBZ ist die Struktur des Dorfes unverändert, lediglich das Gut ist in den Wirtschaftsgebäuden reduziert. Herrenhaus und Park bleiben erhalten.
Middelhagen gehörte zur Gemeinde Brandshagen. Diese schloss sich am 7. Juni 2009 mit den Gemeinden Behnkendorf, Horst, Kirchdorf, Miltzow, Reinberg und Wilmshagen zur neuen Gemeinde Sundhagen zusammen.

## Sehenswürdigkeiten
- Reste der Gutsanlage und Landarbeiterkate

→ Siehe auch Liste der Baudenkmale in Sundhagen